# Men så en dag om morgonen
Men så en dag om morgonen är en svensk TV-film från 1977 i regi av Östen Braathen. Manus skrevs av Eva Norman. Filmen premiärvisades i TV2 den 14 september 1977 och är 60 minuter lång.

## Rollista
- Sif Ruud – Alice Lundgren
- Arne Källerud – Eskil Lundgren
- Helena Brodin – Helena, Lundgrens dotter
- Gunilla Åkesson – Agneta, granne
- Rolf Skoglund – ny granne
- Gunilla Thunberg – ny granne